# Sammlung alter Musikinstrumente

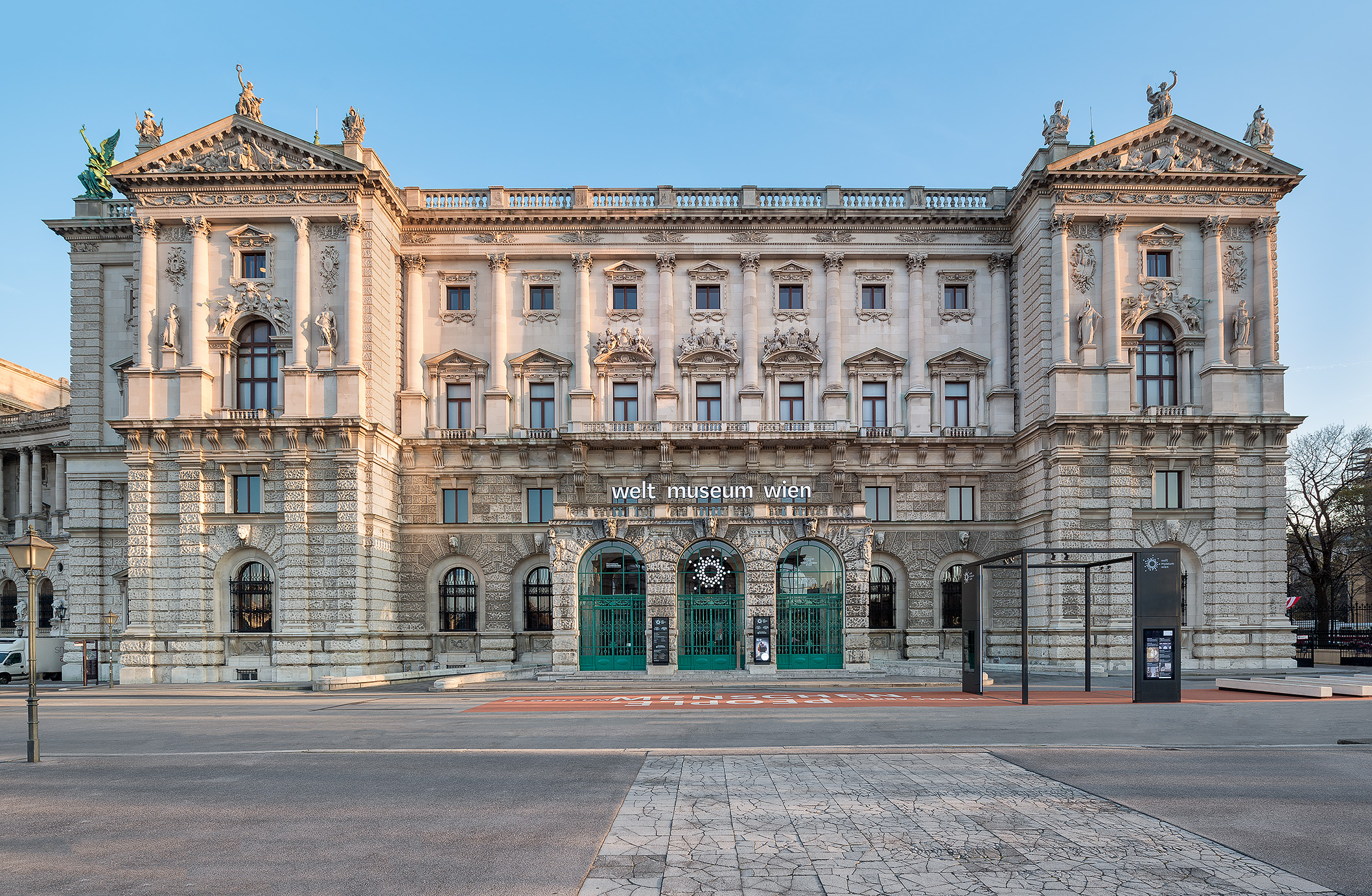
Neue Burg, Sitz der Sammlung alter Musikinstrumente

Die Sammlung alter Musikinstrumente (SAM) des Kunsthistorischen Museums (KHM) ist eine bedeutende Musikinstrumentensammlung in Wien.

## Geschichte
Die Sammlung alter Musikinstrumente hat zwei ältere Vorläufer, die Sammlung Ferdinands II. von Tirol in der Kunstkammer auf Schloss Ambras und die Sammlung der Familie Obizzi auf Schloss Catajo bei Padua. Die Obizzische Sammlung wurde 1870 nach Wien transferiert und kam in den Besitz des österreichischen Thronfolgers Franz Ferdinand von Österreich-Este. Nach dessen Ermordung 1914 wurden die verschiedenen Sammlungen 1916 von Julius von Schlosser als selbständiger Sammlungs- und Ausstellungsbereich der damaligen Kunsthistorischen Sammlungen des Allerhöchsten Kaiserhauses zusammengefasst. 1919 erfolgte die Übernahme der ehemals kaiserlichen Sammlungen in Staatsbesitz. Ein Teil der inzwischen über 400 Instrumente umfassenden Sammlung wurde ab 1939 im Palais Pallavicini ausgestellt. Der Sammlung alter Musikinstrumente wurden unter nationalsozialistischer Führung die Sammlungen der Gesellschaft der Musikfreunde in Wien (GDM) und der Sammlung Rothschild einverleibt. Nach der kriegsbedingten Auslagerung wurde ab dem Frühling 1947 in den Räumlichkeiten der Neuen Burg mit einer Neuaufstellung begonnen. Mängel hinsichtlich der technischen und klimatischen Bedingungen erzwangen 1988 eine tiefgreifende bauliche Erneuerung und eine zeitweilige Schließung der Ausstellung. Bei der Neuaufstellung im Jahr 1993 wurde ein Konzept verfolgt, dass sich am musikgeschichtlichen Ablauf orientiert. Jeder der zwölf Ausstellungssäle ist einer musikhistorischen Epoche oder einer Musikerpersönlichkeit zugeordnet. Nach erneuten Umbauarbeiten ist die Sammlung seit 24. September 2018 wieder geöffnet. Ein Umzug im Zusammenhang mit der Standortsuche für das Haus der Geschichte Österreich ist nicht mehr geplant.

## Sammlungsbestand

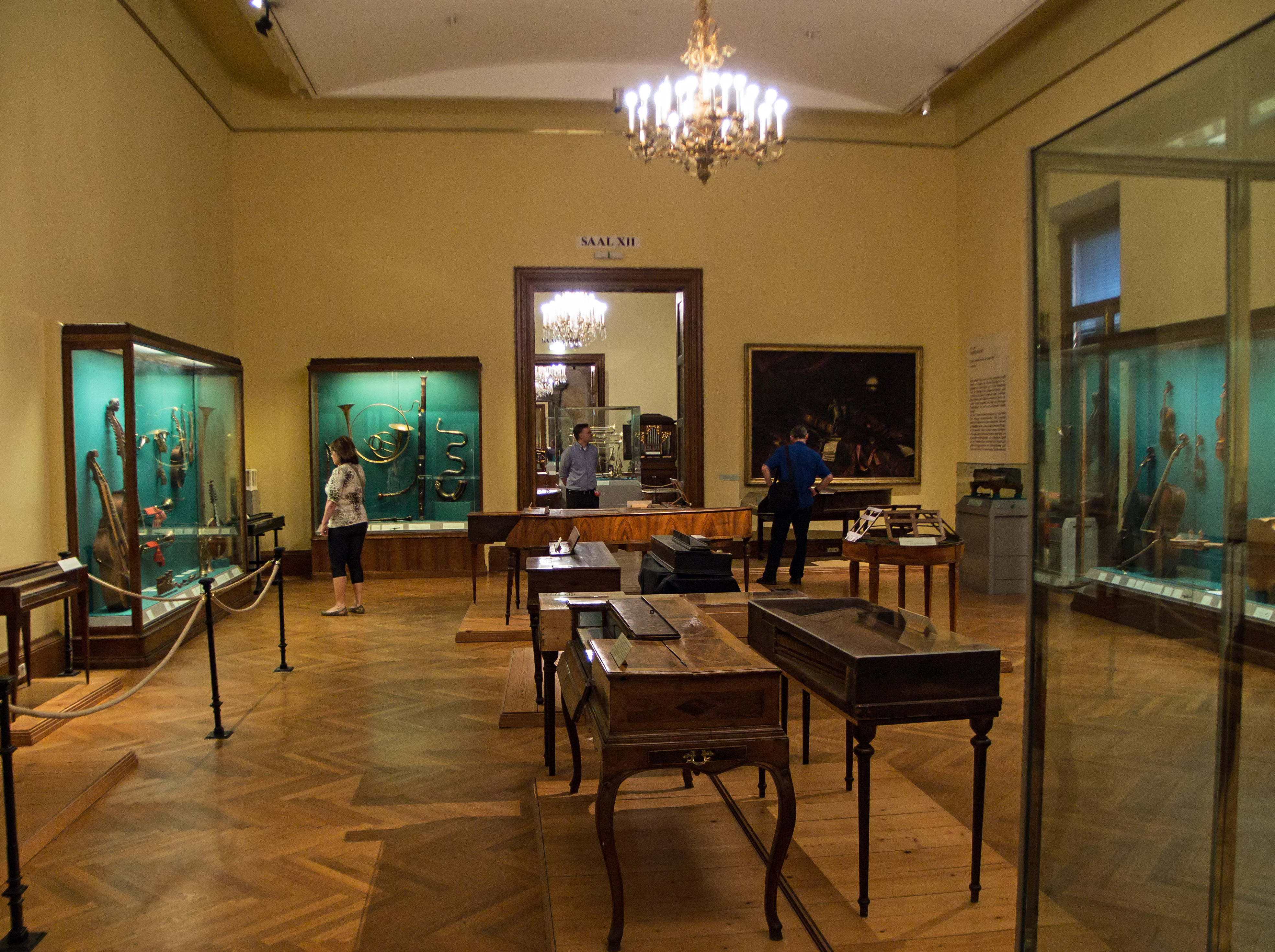
Ausstellungsraum in der Neuen Hofburg

Die Sammlung alter Musikinstrumente verfügt über einen der weltweit bedeutendsten Bestände an Renaissance- und Barockinstrumenten. Darüber hinaus verwahrt sie zahlreiche Instrumente, die von berühmten Musikern und Komponisten wie z. B. Wolfgang Amadeus Mozart, Clara Schumann, Franz Liszt und Gustav Mahler gespielt wurden. Zu den besonderen Sammlungsschwerpunkten zählt eine umfassende Zusammenstellung Wiener Hammerklaviere, von Streichinstrumenten Jacob Stainers und Holzblasinstrumenten der Renaissance.

## Leiter und Direktoren der Sammlung
- Julius von Schlosser,  Leiter der Sammlung alter Musikinstrumente (1916–1922)
- Leitung durch den jeweiligen Kustos der Sammlung für Plastik und Kunstgewerbe (1922–1938)
- Heinrich Klapsia, Leiter der Sammlung alter Musikinstrumente (1939–1943)
- Viktor Luithlen, Leiter (1943–1952), dann Direktor der Sammlung alter Musikinstrumente (1952–1966)
- Bruno Thomas, administrativer Leiter der Sammlung (1967–1971)
- Kurt Wegerer, Direktor der Sammlung (1971–1981)
- Gerhard Stradner, Direktor der Sammlung (1981–1999)
- Rudolf Hopfner, Direktor der Sammlung seit 2000